# Ваздушни напад на Плзењ 5. маја 1942.
Ваздушни напад на Плзењ 5. маја 1942. или операција Canonbury 2 била ваздушна операција британског Краљевског ратног ваздухопловства (РАФ) у пролеће 1942. године, током Другог светског рата. Ноћни налет бомбардера РАФ-а на западночешки град Плзењ имао је за циљ да оштети или уништи погоне Шкоде. Иако је пре овог налета било још неколико покушаја бомбардовања главних постројења фабрике оружја Шкода, овај налет је требало да буде прво успешно бомбардовање Плзења, јер су претходни покушаји били неуспешни. Био је то шести покушај бомбардовања Плзења, од укупно 17 колико их је изведено током Другог светског рата.
И овај напад као и први од 21. октобра, други од 28. октобра, трећи од 20. новембра 1940. године, четврти од 29. октобра 1941. и 26. априла 1942. године резултовао је неуспехом, јер се бомбардовање постројења Шкода и града уопште није догодило због проблема које су пилоти имали са проналажењем циља, и правовременог деловања непријатеља.

## Позадина догађаја
Након што је Немачка без већих потешкоћа окупирала Скандинавско полуострво, земље Бенелукса и Француску, и тиме стекла довољну количину сировина и производних ресурса, могла је да настави даље ратовање. Дана 10. јула 1940.године,  Трећи рајх је започео масовне ваздушне ударе на Велику Британију, од којих је зависио даљи успех Немачке копнене инвазија на Британска острва. Иако је Немачка успела да преузме примат у ваздуху, Британци су успели да одбију Немачке ваздушне нападе. У тим условима Висока ваздухопловна команда (РАФ) одлучила је да свеобухватно крене у бомбардовање индустријских објеката у Немачкој, чије уништавање би парализовао производни потенцијал добављача војне опреме.
Плзењски погон Шкоде, као део немачког инжењерског концерна нем. Reichswerke Hermann Göring од почетка окупације Чехословачке у Другом светском рату, био је веома важан за нацистичку Немачку, јер је у том историјском раздобљу био једна од највећих фабрика оружја у Европи. Шкода је својом продукцијом помогла у вођењу агресивне и експанзионе политике Немачке, испоручујући нацистичкој Немачкој војсци квалитетан и модеран арсенал ратне опреме и наоружања.
У првој половини рата, оружје из Шкоде било је углавном чехословачке конструкције, и управо из ових разлога погони Шкода са седиштем у Плзењу постали су мета број један британских ваздушних напада на територију некадашње Чехословачке, а у време Другог светског рата Протекторат Чешка и Моравска, како би се уништавањем погона Шкода значајно смањила борбена способност немачке и евентуално тиме спречила да настави рат.

## Проблеми са навигацијом и ноћни летови
Први британски ваздушни циљеви били су немачки путеви и станице који су бомбардовани током дана, што је са собом донело много губитака ваздухоплова РАФ-а. Тако је нпр. само током дневних активности изнад непријатељске територије у мају и јуну 1940. године, РАФ је забележио скоро шест процената губитака у поређењу са мање од три процента губитака у ноћним активностима.
Такође слабо наоружани и спори британски бомбардери током дана били су лака мета немачке одбране. Ова ограничења у ваздуопловима утицала је на доношење одлуке да се ваздушни напади изводе углавном у ноћним часовима. Тако је у јесен 1940. године дошло до промена у стратегији РАФ-а: ноћни препади су имали предност, а током дана извођене су само мање и специјализоване операције.
Међутим, бацање бомби ноћу на прецизно обележене тачке тадашњом технологијом било је практично немогуће и бомбе су падале на десетине километара од изабраног места удара и ноћни ваздушни напади били су знатно неефикаснији од дневних.  На пример према подацима из августа 1941. године неки бомбардери одступили су од курса и за више од 120 километара.
Такође, ноћна дејства су била  компликованија због отежане навигацијом до одредишта удаљених преко 1.000 км од аеродрома са којих су авиони полетали, јер није било адекватних техничких средстава за ту намену.
Имајући у виду напред наведено, пилоти РАФ-а су од 1940. до 1942. године имали врло ограничене ресурсе да одреде правац лета и пронађу циљ. Ослањали су се углавном на обичан компас, мапе и израчунавање времена доласка изнад одредишта. У ведрој ноћи могли су да се оријентишу према звездама и вероватно према видљивим елементима пејзажа испод себе, током облачности или магле било је јако тешко или чак немогуће одредити локацију циља. Ветар је такође био један од проблема у навигацији, јер је бочни ветар мењао правац и брзину авиона, па су на ветру летелица била пред циљем ван предвиђеног времена доласка. Имајући ово у виду Британско ваздухопловство је на путу до Плзења 1940. и 1941. године било на ивици могућности летења, јер се овај циљ налазио на самој граници домета тадашњих британских летелице.
Иако је током 1942. године РАФ је променио тип ваздухоплова, и у налете изнад Плзења користио бомбардере типа Шорт стерлинг, који су имали већи домет налета, проблеми са навигациојом и одређивањем ликације циља у ноћним условима практично се нису значајно побољшали, што је утицало на несупах извршењу и овог задатка.

## Претходни напади
Између 1940. и 1942. године, РАФ је неколико пута покушао да изврши ваздушни удар на Плзењ. И то углавном због већ поменутог значаја фабрике Шкода.  Међутим, ти напори били су спорадични, јер се у то време Плзењ налазио на самој ивици домета Британски бомбардери, односно око 1.200 километара од аеродрома у Великој Британији, а РАФ је поседовао само један тип летелице који би могли да лете до изнад територије Протектората, а затим и назад без успутног заустављања, а то је био у почетку само двомоторни авиона Армстронг Витворт Вајтли. Следи краћи опис претходна пет неуспешна напада РАФ-а на Плзењ у периоду од 1940. до маја 1942. године:
Први напад 1940.
На захтев чехословачке владе у егзилу у Лондону , РАФ је извео први ваздушни напад на Плзењ у Другом светском рату у ноћи 20. на 21. октобар 1940 године. Једанаест авиона из састав 58. ескадриле 4. бомбардерске групе полетело је са РАФ-овог аеродрома у близини Јорка. Два бомбардера Армстронг Вхитвортх Вхитлеи Мк.Вморали су се убрзо вратила због квара а преосталих 9 авиона одлетело је у циљно подручје. Међутим, изнад Плзења у моменту налаета авиона било је јаких облака, који нису дозвољавали визуелно већ само слепо бомбардовање. Неке посаде бациле су барем неколико свежања летке а авиони су потом кренули нзада за Енглеску. Успут су бомбардирали алтернативне циљеве у Немачкој. Због знатне удаљености Плђења, који је био на граници домета летелица, три летелице су имале проблема се надостатком горива. Две су хитно слетеле на британску обалу, а трећу је оборио немачки ноћни ловац. Ваздушни напад је општи фијаско, јер су авиони одлетели на погрешно место, и уместо бомби на Шкоду бацали су само летке на села у регији Бероун, а по повратку са задатка РАФ је имао три уништена авиона и губитак неколико пилота и чланова посаде.
Други напад 1940.
Након несуспешног првог напада на Плзењ 21. октобра 1940. РАФ је одлучио да напад понови што пре. Његова 51. бомбардарска ескадрила стационирана на аеродрому у Јорку добила је задатак да изведе тај напад. После кашњења, због неколико отказовања полетања, коначно је осам авиона полетело на задатака са аеродрома Свантон Морлеи 27. октобра.
Због густих облака и навигационе нетачности посаде, Плзењ поново није пронађен, авиони уопште нису прелетели преко Шкодиног Завода и бомбе нису бачене. У повратку посаде авиона су бомбе бацале на алтернативне циљеве у Немачкој, окупираној Холандији и Белгији. Напад на Плзењ без бомбардовања примарног циља, поново је био неуспешан, иако су летелице гађале алтернативне циљева, и вратиле се без оштећења.
Трећи напад 1940.
Двоструки неуспех није умањио одлучност РАФ-а да понови бомбардовање у ноћи 19. на 20. новембар 1940. године, али догодиле су се бројне промене. Посаде из неколико ескадрила 5. командне групе бомбардера кренуле су у напад. Увече је осам бомбардера полетело са додатним резервоарима за гориво, али један од авиона се убрзо вратио због квара на рдио станици.
Преостали авиони летели су по лошем, облачном времену и магли, што им је омогућило оријентације само према непоузданим проценам времена доласка на циљ. Када су авиони наводно стигли у циљно подручје и трагали за циљем, на летелицама је почело да се јавља залеђивање. Два авиона су бацила бомбе на наводну мету, а други авиони су углавном бомбардовали алтернативне циљеве у Немачкој. Ваздушни напад на Плзењ и комбинат Шкода и по четврти пут био неуспешан.
Четврти напад 1941.
Још један покушај напада на савезнике догодио се у ноћи са 28. на 29. октобар 1941. године, у коме бомбардери поново нису стигли до одредишта и бацили су свој терет у повратку на немачку територију.  
После ова четири неуспешна напада британских бомбардери нису прелетали западночешку метрополу све до до априла 1942.  године.
Пети напад 1942.
Пети напад или акција Canonbury 1 која је изведена 26. априла 1942. године  припремљена је уз подршку са земље од стране припадника Чехословачког покрета отпора и чехословацких падобранаца из групе Од Дистанце , Антхропоид и Блацк А,  који су требали да обележе подручје око Шкодине фабрике паљењем великих ватри и тако олакшају пилотама оријентацију над замраченим градом. Међутим, напад није успео, а Шкода није оштећена.
Следећих дана неуспех ваздушног налета био је тема разговора радиостаницом између падобранца у Чешкој и владе у Лондону. Да би поправилу утисак након неуспешне акције, Алфред Бартос, командант падобранаца Сребрна А и сви падобранци у протекторату, затражио је понављање рације.  Лондон се сложио и поново затражио помоћ падобранаца, који су ватром требали да означе циљ бомбардовања.  Падобранци су то одбили, јер нису желели поново да ризикују и на тај начин угрозе испуњење својих главних задатака, истовремено су распоређени и други падобранци о којима је требало бринути и обезбедити сигурно склониште.  Напад је због тога био заказан без подршке са земље у ноћи између 4. и 5. маја 1942. године.

## Ваздушни напад
Поновљени напад изведен је према плану у ноћи 5. маја 1942.  године. Планирано је шест посада  бомбардера С-29 Шорт стерлинг,  из 218. ескадриле 3. групе британског ваздухопловства, која је претходно учествовала у априлском бомбардовању Плзења.
Пет авиона са британске територије полетело је између 21.35 и 21.55, шести авион уопште није полетео због техничке неисправности.  Сваки од бомбардера носио је по шест 1.000 фунти тешких бомби.
У моменту прелета преко Чешке, ниска облачност отежавала је летење до одредишта. Ваздушни напад алармиран је у Пилзену у 1:28 часова.  Фарови који су тражили авионе прелазли су небо. Осматрач који посматра ситуацију са куле цркве Светог Вартоломеј  забележио је у 1,35 буку авионских мотора изнад Шкоде, који  је летео неколико пута током налета. Три авиона,   Н3717, В7469  и ДЈ977  бомбардовали су прилично слепо у густим облацима.  Према њиховом извештају, Булокова посада била је добро оријентисана према језерима која одражавају одсјај месечине североисточно од циља, а то би требало да буду  Болевецке баре. Једна посада која је кренула у напад последња, налетела је на немачку противваздухопловну одбрану која је одговорила паљбом.   Авион је бомбардовао наводну електрану, али у то време су га пронашли фарови, а затим га је погодила гранат.  Посада оштећене летелице бацила је бомбе северозападно од Шкоде, и напустила овај реон. Две преостале летелице нису бациле бомбе изнад Плзења због немогућности тачног погађања циља и због сигурности цивилног становништва окупиране земље.  Између 2.09 и 2.16 примећен је ватрени сјај у правцу Рокиканије.  У 2.45 сирене су означиле крај ваздушне опасности.

## Резервни циљ
Четврти авион Н3725/ХА-Д којим је управљао П/О Ламасон враћао се из Плзења са пуним контејнером бомби, који је испразнио над градом Манхајмом.

## Проблеми током повратка
На повратку кроз Белгију, авион В7469 у зору је видео немачки ловац.  Према сећањима једног члана посаде ловац у вишенаменском борбеном авиону Јункерс Ју 88 почео је да следи авион.  Упркос маневрисању пилота бомбардера, пилот ловца је ватром погодио резервоаре и леви стајни трап, што је приморало посаду да хитно слети на аеродром РАФ Манстону Кенту.
Последњи авион, Н6070 уопште се није вратио у Велику Британију.  Овај авион је вероватно погодила противавионска ракета, што је довело до његовог пада директно на Голдштајнштрасе у Франкфурту на Мајни.  Од осам чланова посаде,погинуло је седам док је једини преживели, али је пао у заточеништво, и држан у затвореничком логору.

## Ваздушни напад последица и штета
Причињена штета била је занемарљива, а нико није умро нити је повређен.  Пилоти су фабрику заменили плутајућим каолином, и бацили бомбе у шумовито подручје између брда Кркавец и оближњег села Ледце северно од Плзења, без наношења значајне штете.
Две полицијске области пријавиле су укупно 52 лома стакала.  Шкоду нису погодиле бомбе, у извештају интервентне ватрогасне службе пријављено је само оштећење светларника једне зграде изазвано гелером од граната испаљених из топова противзудопловне одбране.  Бивши базен за каолин Карел Ведел у близини Ледцеа вероватно је оштећен током рације.

## Процена напада у циљу планирања даљих дејстава
Лондонско руководство затражило је од падобранаца у Протекторату да саопште резултате налета авиона како би могли узети у обзир ове резултате приликом планирања даљих догађаја. Због тога је радио станица Либуше од 6. до 8. маја емитовала неколико евалуационих извештаја у којима су такође поменуте интервенције, али се њихов опис делимично разликовао од стварности.
У првом извештају се помињу ефекти бомбардовања између Кркавца и Ледеца, и наводи једна нексплодирана бомба, и јака одбране Плзења у кругу од 10 км и изостављање рада ноћне и делимично друге смене у Шкоди услед напада.
Извештај од 8. маја наводи следеће ефекте бомби: 4 бомбе пале су у Котеров, 5 бомби западно од Болевца, једна у Рокичанима. Удар и велико оштећење фабрике муниције у руднику Зиглер и такође у Холшову, међутим, дејства по овим овим циљевевима нису верификована. Падобранац је у извештају такође указао на јачање броја ПВО оклопних возова из Есена због присуства ближих неодређених генерала који су имали два неуспеха ПВО да контролишу свој напредак током следеће ваздушног напада. Због јачања Шкодине противваздушне одбране, падобранци су препоручили напад на другу мету.
Поред коришћења обично нетачних извештаја бомбардерских екипа и извештаја о шпијунажи, команда је по први пут применила извиђање из ваздуха. Авиони Де Хевиланд DH.98 Москито у специјалним верзијама коришћени су за извиђање од 1941. године и били су успешни због велике брзине којом су успели да побегну чак и немачким ловцима.
Али Чеси су и даље били ван домета конвенционалних извиђачких варијанти Де Хевиланд DH.98 Москито, које су се промениле само са варијантом Москито ПР. Мк.IV прилагођеном већем домету. Два дана након налета, 7. маја, ненаоружани извиђачки авион полетео је из базе Бенсон серијски број ДК284 да сликају Дрезден, Плзењ и Регенсбург. Према историчару Јирију Рајлицху, тада је то био најдубљи продорни извиђачки лет савезничког авиона изнад окупиране Европе. Шесточасовни лет је прошао добро и авион се безбедно вратио у базу. Након испитивања слика од стране Централне јединице за тумачење резултата, било је јасно да ниједна бомба није погодила Шкодине погоне.

## Разлози неуспеха
Ваздушни напади у пролеће 1942. предузимани су упоредо са тражењам стратегије за ефикасно ноћно бомбардовање. Главна потешкоћа била је навигација авиона до одредишта, посебно током летова изнад Централне Европе и велика даљина циља од аеродрома у Великој Британији. Навигациони уређај ГЕЕ који је недавно тестиран за ближе дестинације, није био довољан за удаљеније дестинације.  Пилоти су морали да се визуелно оријентишу када су летели ка удаљеним циљевима, за шта им је била потребна ведра ноћ са месечином.  Такође велики проблем је била и тренутна метеоролошка ситуацију над непријатељском територијом, коју је било  веома тешко одредити, као нпр. током ваздушних напади на облачном небу, као што је то био превладавајући случај над Плзењом, тако да су претхосни напади, завршили неуспехом.
Ограничене могућности тачног доласка на одредиште током ноћног лета изнад половине Европе врло су добро документоване искрцавањима првог таласа чехословачких падобранаца који су се обично одвијали десетинама километара од планираних локација.   Због захтева да се лет бомбардера до циља и назад одвија под окриљем ноћи, било је могуће планирати операције над Протекторатом само у периодима довољно дугих ноћи.  Ефикасност бомбардовања у бившој Чехословачкој смањена је потребом да се број понетих бомби смањи у корист додатних резервоара за гориво.